# 나로 (아그리젠토현)

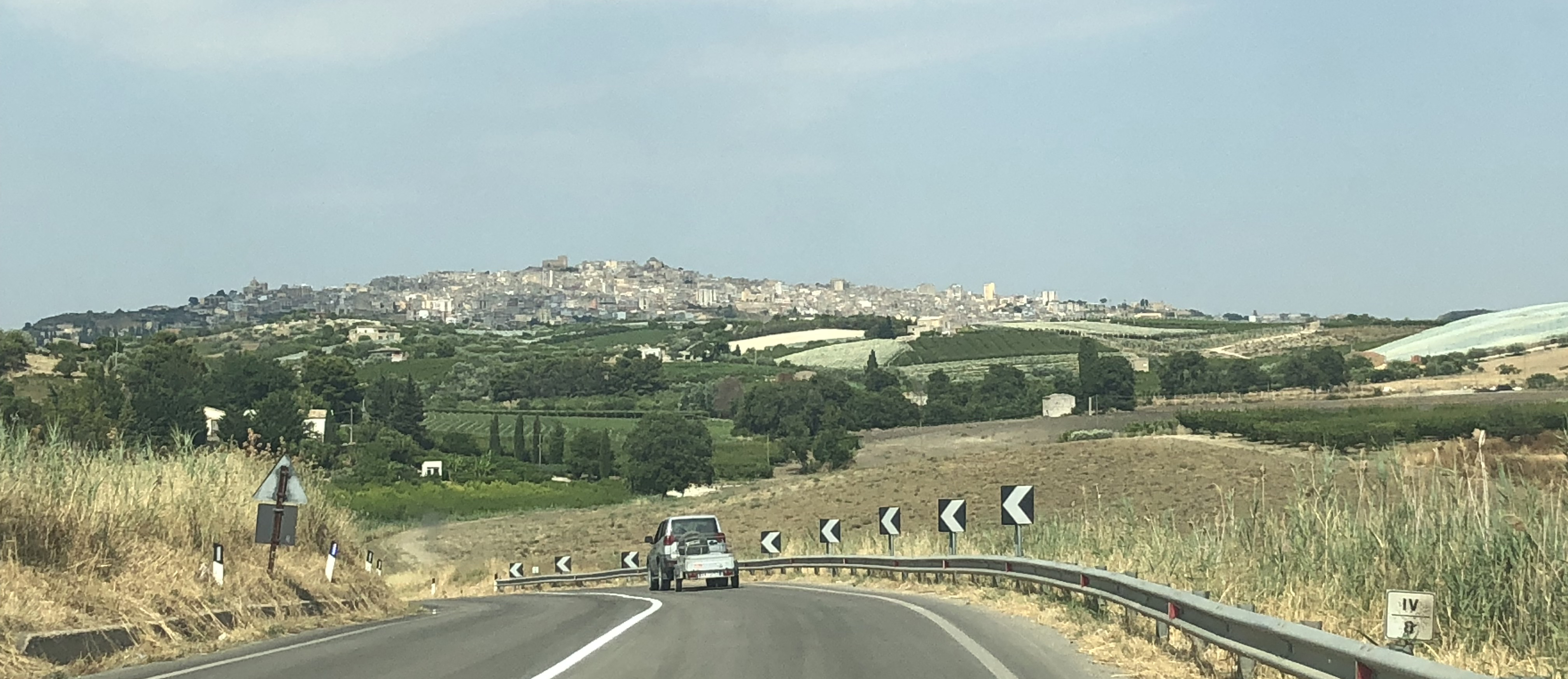

나로(이탈리아어: Naro, 시칠리아어: Naru)는 이탈리아 시칠리아주 아그리젠토도에 있는 도시이다.